# Demicryptochironomus latior
Demicryptochironomus latior is een muggensoort uit de familie van de dansmuggen (Chironomidae). De wetenschappelijke naam van de soort is voor het eerst geldig gepubliceerd in 1988 door Reiss.